# Louis Mailloux (pièce de théâtre)
Pour les articles homonymes, voir Louis Mailloux (homonymie) et Mailloux.
Louis Mailloux est une pièce de théâtre écrite par Calixte Duguay et Jules Boudreau en 1975. C'est un drame historique commémorant le centenaire de l'affaire Louis Mailloux. Elle fut un succès et fut reprise à plusieurs occasions.

## Histoire
En 1967, alors qu'il était encore étudiant à l'Université Laval, Calixte Duguay écrit Le Vieux Majorique, une nouvelle racontant l'histoire de Louis Mailloux. Il composa peu de temps après la chanson Louis Mailloux, qui deviendra plus tard la chanson thème de la pièce. En 1975, le nationalisme québécois prend de l'ampleur tandis que le Parti acadien est fondé au Nouveau-Brunswick dans le but de créer une province acadienne. Calixte Duguay, étroitement lié au parti, s'associe alors avec Jules Boudreau, fondateur de la troupe de théâtre Les Élouèzes. Ensemble, ils montent la pièce Louis Mailloux, qui est mise en scène par Réjean Poirier. La pièce est jouée la même année pour célébrer le centenaire de l'affaire Louis Mailloux. Elle est jouée à nouveau en 1976, en 1978 et en 1981. En 1992, une version partiellement réécrite comprenant de nouvelles chansons est mise en scène par Andreï Zaharia. Les Éditions d'Acadie publient cette version accompagnée du Vieux Majorique en 1994. Du 10 au 21 août de la même année, dans une mise en scène de Marcel-Romain Thériault, la pièce est présentée au Théâtre Capitol de Moncton à l'occasion du premier Congrès mondial acadien.
Le drame musical sera repris dès le 19 juillet 2010 au Carrefour de la mer de Caraquet par la Compagnie Viola Léger, en partenariat avec Les productions Ode, qui produit Ode à l'Acadie. La pièce aurait dû être présentée à l'origine à l'occasion du Congrès mondial acadien de 2009, mais la production eu finalement lieu en 2010.

## Argument

### Premier acte: La noce
Le rideau se lève sur des noces de village en octobre 1874. Sur un rythme de gigue, les jeunes danseurs chantent l’éloge de Louis Mailloux (Quand t’es mal pris). Certains évoquent pourtant son caractère bouillant ; et comme Jeanne Lanteigne, sa « promise », est venue aux noces accompagnée du fils du conseiller législatif Robert Young, on s’attend à quelque esclandre. Et en effet, Louis ne tarde pas à paraître. Il apostrophe le jeune Young et l’avertit en terme non équivoques de ne plus rôder autour de Jeanne. Son rival parti, Louis se réconcilie avec Jeanne (Pourquoi c’est faire), mais celle-ci doit rentrer avec ses parents. Louis, resté seul, évoque le souvenir de Catherine, morte noyée à quinze ans quelques années auparavant dans les circonstances auxquelles le jeune Young n’aurait pas été étranger (Chanson de Catherine). L’arrivée d’André Albert, un voisin qui a connu Louis enfant, l’arrache à ses réflexions. La conversation ne tarde pas à se porter sur le projet de loi du premier ministre King (le « Bill King ») qui interdirait l’enseignement de la religion dans les écoles du Nouveau-Brunswick. Les propos échangés, ainsi que le souvenir de Catherine, donnent une idée à Louis : il ira parler aux Young.

### Deuxième acte: L’assemblée
Au mois de janvier suivant, on se retrouve devant la petite école du village, juste à temps pour en voir sortir James Blackhall, président du conseil scolaire, propulsé par les bras – ou le pied – d’un Fabien Lebouthillier énergique qui, en compagnie d’André Albert, Dominique Chenard et Xavier Parisé, vient de « casser » une réunion de ce conseil imposé par un pouvoir abusif. Les hommes célèbrent leur coup de force par une chanson à répondre truculente (La Cave de d’hors). L’arrivée du curé les ramène à des choses plus sérieuses et donne lieu à une discussion sur les écoles et l’autorité. Les hommes affirment leur sentiment d’appartenance et leur volonté de rester maîtres de leur destin dans une chanson à laquelle les gens du village viendront mêler leur voix (On a bâti nos maisons). Les jeunes, Louis en tête, viennent exprimer leur solidarité avec les aînés. Cette troupe décide de passer à l’action : les hommes iront forcer Blackhall à donner sa démission, Louis et les jeunes se rendront chez Young. Mais Rose, la mère de Louis, venue sur les lieux accompagnée de Jeanne, tente de l’en dissuader. Elle évoque la mémoire de son époux, perdu en mer (La Complainte du néyé). Mais malgré les arguments de Jeanne, qui unit sa voix à celle de Rose, Louis persiste dans son projet : il doit aller « parler aux Young ». Les deux femmes, la mère et l’amoureuse, ne peuvent que constater comme il est dur pour une femme de vivre en ces temps difficiles (La Vie d’une femme).

### Troisième acte: Le siège
Le rideau se lève chez André Albert, qui est un peu l’âme dirigeante du mouvement de la résistance à la loi King. Il exprime le doute qui le déchire dans une prière fervente (Prière du matin). Sa femme le réconforte, mais déjà les hommes arrivent et apportent les dernières nouvelles : le shérif est dans le village avec une milice, mandé par le conseiller Young. Il recherche les fauteurs de trouble. Les hommes ne cachent pas leur anxiété ; ils se donnent du courage avec une chanson (Chanson à boire) et un flacon de rhum. Tit-Œil, le sympathique fanfaron qui a peur de son ombre, s’en promet au compte des Anglais (Le Peur-en-tchu).
Cependant, Xavier se désolidarise du groupe en rentrant chez lui. Rose et Jeanne entrent, s’inquiétant de savoir si Louis est avec les hommes. Il n’y est pas, mais presque aussitôt, on l’entend qui arrive avec les jeunes en chantant une sorte de chant de guerre (Mourir pour vivre) auquel finira par se joindre tout le groupe. Encore une fois, les deux femmes s’efforcent de l’amener à choisir la prudence. Jeanne lui raconte même un rêve qu’elle a fait et qui lui semble porter un présage funeste (Le rêve de Jeanne). Mais Louis demeure ferme. D’ailleurs, déjà les soldats sont à la porte. Les hommes se précipitent au grenier pendant qu’André va ouvrir. Une échauffourée éclate, des coups de feu partent, un cri dans le noir : « Louis » – puis le silence. Les soldats sortent, poussant les hommes devant eux. Jeanne, qui n’a pas vu son amoureux sortir, comprend malgré elle. Lentement, elle monte les marches menant au grenier, y aperçoit le corps de Louis et se jette sur lui en pleurant. Alors, un à un, les comédiens reviennent sur la scène, dépouillés de leur personnage, chanter un dernier hommage à cette jeune victime de l’injustice (Ballade de Louis Mailloux).